# Chant des Luxembourgeois
Le Chant des Luxembourgeois est un chant créé en 1879 par Godefroid Kurth, qui en écrit les paroles, et Firmin Baudrux qui en compose la musique.
Considéré comme l'hymne officieux de la province belge de Luxembourg, il traite essentiellement des éléments rassembleurs et de l'union persistante du peuple luxembourgeois après la scission du Grand-duché de Luxembourg par le traité des XXIV articles du 19 avril 1839.
Il est encore régulièrement joué lors de manifestations dans la province de Luxembourg, y compris des cérémonies officielles ou patriotiques, et a d'ailleurs servi de modèle à l'élaboration de la marche des Chasseurs Ardennais, unité d'infanterie de l'armée belge basée actuellement à Marche-en-Famenne. 
Il est également repris comme chant régional du folklore estudiantin en Belgique dans les différentes universités et hautes écoles où se forment des cercles estudiantins luxembourgeois, issus tant de la province belge que de l'actuel pays qu'est devenu le Luxembourg.

## Histoire

### Création
Le 17 février 1868, l'association de l'Union Luxembourgeoise est fondée par quarante-trois luxembourgeois, issus tant de la province belge de Luxembourg que du Grand-duché, qui est à l'époque un territoire privé appartenant à la maison d'Orange-Nassau, la famille souveraine des Pays-Bas dont le roi est également le grand-duc de Luxembourg. En 1871, à l'occasion du banquet annuel de l'Union, l'un des membres, Godefroid Kurth, étudiant à l’université de Liège et originaire du Pays d'Arlon, présente pour la première fois le Chant des Luxembourgeois. Celui-ci fait référence à ce qui unit les luxembourgeois, qu'ils vivent d'un coté ou de l'autre de la frontière tracée afin de permettre l'application du traité des XXIV articles du 19 avril 1839, qui mit en oeuvre la scission du Grand-duché de Luxembourg.

### Reprise militaire

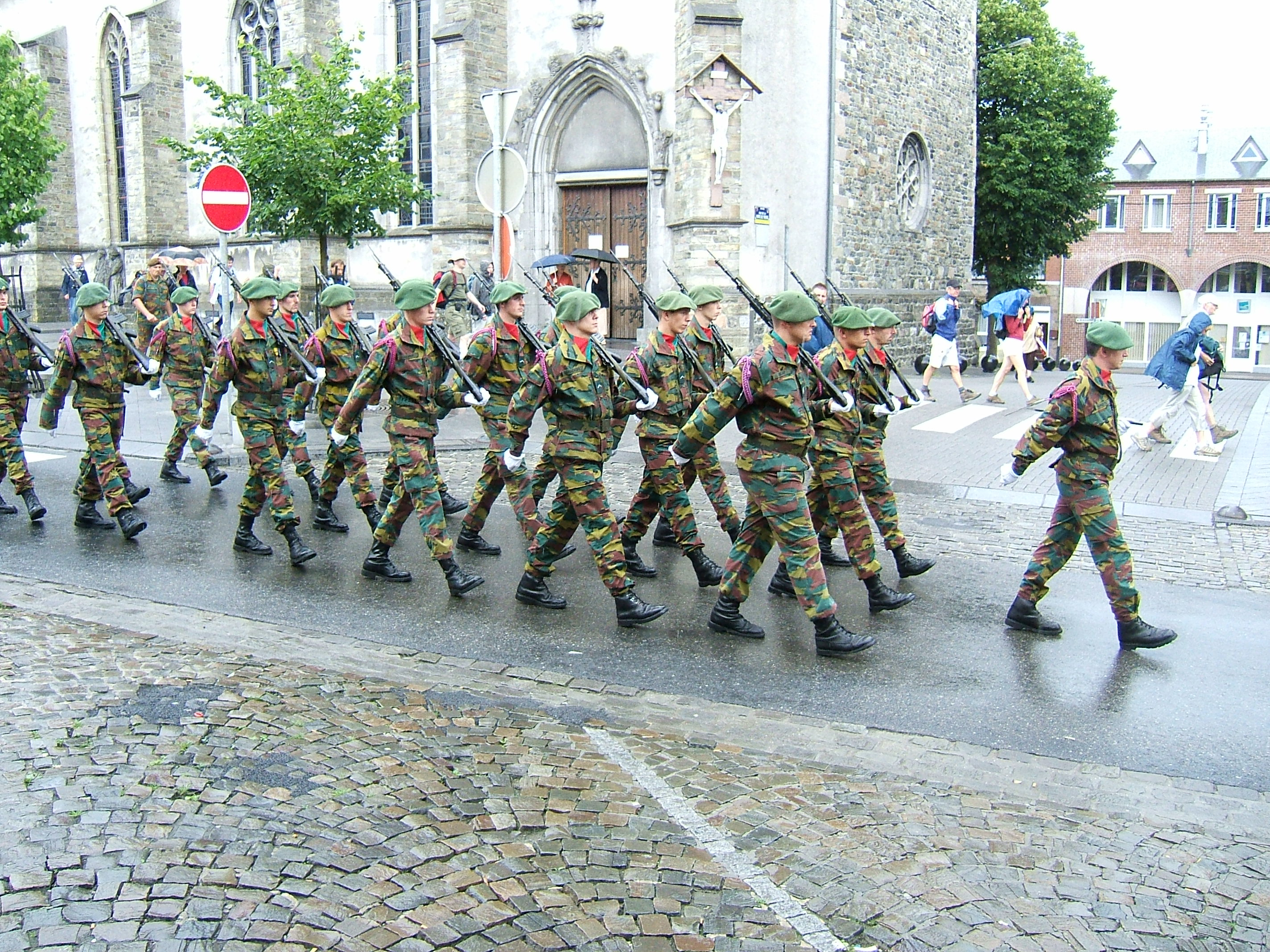
Le Chant des Luxembourgeois fut l'une des musiques locales reprises pour former la marche des Chasseurs Ardennais lors de la création de cette unité d'infanterie de l'armée belge en 1933.

Dans les années 1930, le lieutenant André Wilmet, chef d'orchestre de la musique militaire du tout nouveau régiment des Chasseurs Ardennais de l'armée belge décide de créer une marche en s'inspirant de plusieurs chansons locales, dont Zu Arel op der Knippchen mais aussi du Chant des Luxembourgeois. De celui-ci il garde la musique, qu'il intègre à la marche dans sa quatrième partie, mais modifie les paroles pour leur donner l'aspect militaire suivant : 
On nous a dit: c'est votre vieille Ardenne
Qui vous appelle aux postes du danger.
Vous défendrez la montagne et la plaine
Debout toujours et face à l'étranger.
Sous le ciel clair et sous le ciel tragique
Fusil au poing, hardis, l’œil aux aguets,
Nous défendrons le sol de la Belgique
En défendant le vieux sol Ardennais.
Nous défendrons le sol de la Belgique
En défendant le vieux sol Ardennais.

### Réarrangement et hymne
En 2008, l'instrumentation musicale a été revue par Christian Magin et Marc Sosson, pour rendre le chant plus dynamique et adapté aux harmonies en vue d'en faire un hymne. Une nouvelle partition a été éditée et distribuée aux 73 harmonies de la province de Luxembourg aux frais de celle-ci. Au préalable, les auteurs avaient obtenu l'accord de la maison d'édition Endel, située à Ostende et propriétaire des partitions initiales de la marche des Chasseurs Ardennais.
La nouvelle version a été présentée en décembre 2008 au palais provincial d'Arlon en présence notamment du gouverneur de la province de Luxembourg, Bernard Caprasse et du député provincial à la culture, Philippe Greisch.

## Paroles

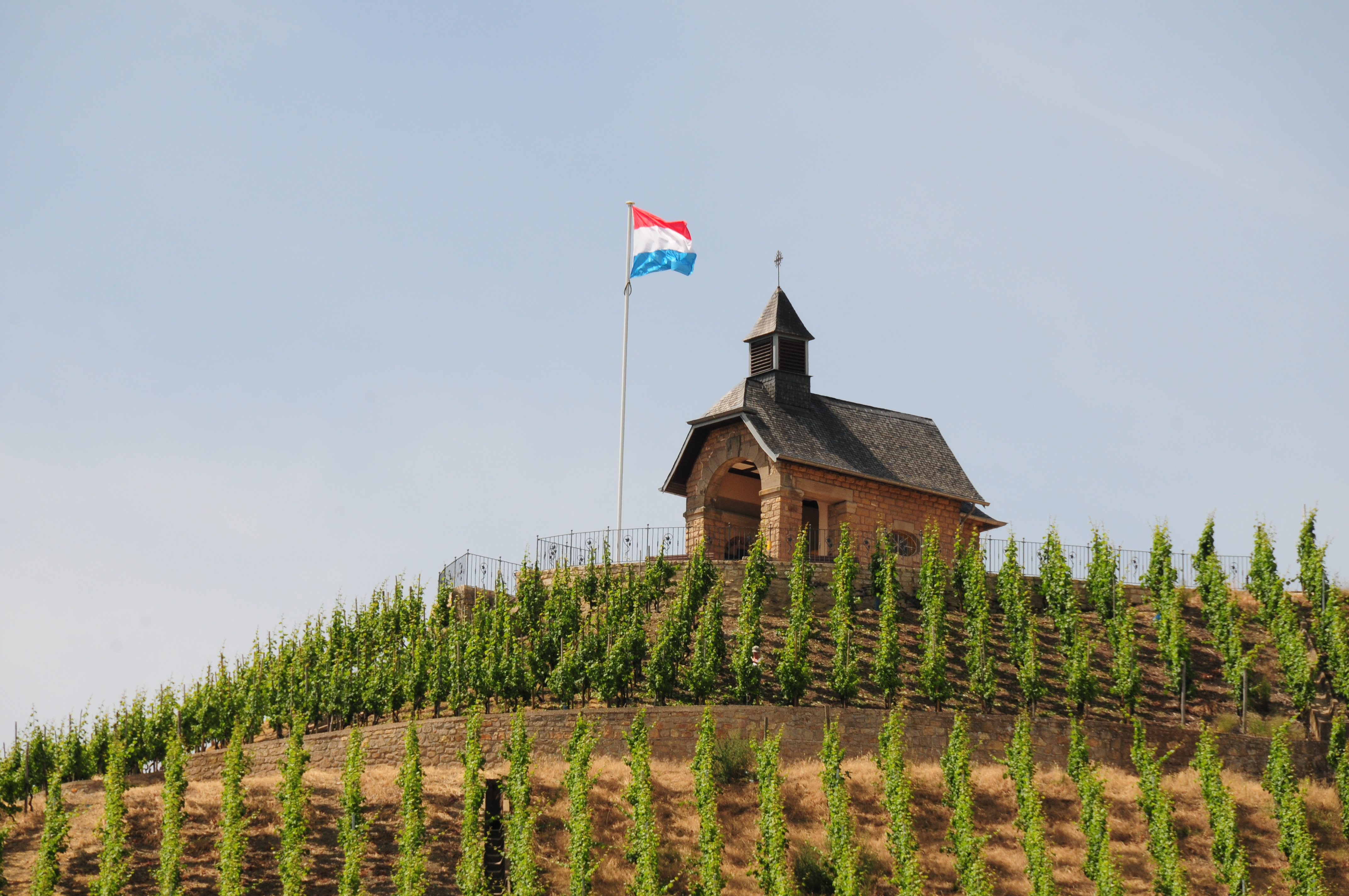
Le vin de Moselle est régulièrement présenté comme élément rassembleur du peuple luxembourgeois.

I.
Unissons-nous pour chanter la patrie
A ce banquet de la fraternité,
Scellons gaîment notre union chérie,
Trinquons, amis à sa prospérité.
Autour de nous lorsque le vin pétille
Humiliant nos raisons sous ses lois,
Rions, chantons et buvons en famille,
Il n’est ici que des Luxembourgeois.
II.
De l’union renouvelons les gages,
Serrons les rangs, Arlonnais et Wallons.
Bien que parlant de différents langages,
C’est par le cœur que nous nous ressemblons.
Toujours amis, nous saurons nous comprendre,
Nos cœurs du moins ne parlent qu’un patois.
Toujours amis, pour s’aimer et s’entendre,
Il n’est ici que des Luxembourgeois.
III.
Des souverains les volontés altières,
Jusqu’aujourd’hui nous séparent en vain.
Et, par dessus d’impuissantes frontières,
En souriant, nous nous tendons la main.
De nos aïeux morceler l’héritage,
Divisez-nous en deux peuples, ô rois,
Notre amitié se rit de vos partages,
Il n’est ici que des Luxembourgeois.
IV.
Versez à flot ce généreux moselle,
Jeunes buveurs plus généreux encore.
Qu’à larges flots, il pétille et ruisselle,
Ce jus divin qui brille comme l’or.
Autour de lui nous célébrons nos veilles,
Ces gais festins qui font peur aux bourgeois.
On peut le voir au nombre de bouteilles,
Il n’est ici que des Luxembourgeois.
V
Ô Luxembourg! Ô terre maternelle,
Nous, tes enfants, au seuil de l’avenir,
Nous te jurons un amour éternel,
Dans notre cœur et notre souvenir.
C’est un serment qu’au nom de la jeunesse
Nous te faisons d’une commune voix,
Accepte-le, crois en notre promesse,
Il n’est ici que des Luxembourgeois.

## Postérité
- Le Chant des Luxembourgeois a été repris lors de la composition de la marche des Chasseurs Ardennais, unité d'infanterie de la composante terre de l'armée belge, créée en 1933 et basée initialement dans plusieurs casernes de la province de Luxembourg (Arlon, Bastogne et Vielsalm).
- Le Chant des Luxembourgeois est régulièrement repris dans le folklore estudiantin en Belgique dans les cercles estudiantins rassemblant des étudiants luxembourgeois[6], tant issus de la province de Luxembourg de que du Grand-duché, l'université du Luxembourg n'existant que depuis 2003.